# Франц-Йозеф Фогт
Франц-Йозеф Фогт (нім. Franz-Josef Vogt; нар. 30 жовтня 1985, Трізен, Ліхтенштейн) — ліхтенштейнський футболіст, виступав на позиції захисника.

## Клубна кар'єра
Дорослу футбольну кар'єру розпочав 2002 року в «Бальцерс». У 2005 році відданий в оренду клубу третього швейцарського дивізіону «Кур 97». З 2006 по 2010 рік знову грав за «Бальцерс», перш ніж у 2010 році перебрався в «Ешен-Маурен». Разом з командою виграв кубок Ліхтенштейну. У 2016 році транзитом через скромний швейцарський клуб «Бухс» повернувся до «Бальцерс», за резервні команди якого виступав до завершення кар'єри в 2019 році.
Влітку 2019 року призначений головним тренером «Бальцерс II».

## Кар'єра в збірній
У національній збірній Ліхтенштейну дебютував 7 червня 2003 року в програному (1:3) поєдинку кваліфікації чемпіонату Європи 2004 проти Македонії, в якому на 89-й хвилині вийшов на заміну Матіасу Беку. Загалом за національну команду зіграв 29 матчів.